# Firenze dei Teatri
Firenze dei Teatri è un'associazione di categoria non profit sostenuta da contributi pubblici e sponsor privati.
L'associazione riunisce le principali realtà teatrali della città di Firenze e della sua area metropolitana (comuni di Bagno a Ripoli, Barberino di Mugello, Calenzano, Campi Bisenzio, San Casciano in Val di Pesa, Scandicci e Sesto Fiorentino) con lo scopo di favorire una promozione comune e capilare delle attività dei teatri e della cultura teatrale più in generale sul territorio e tra la popolazione

## Storia
L'associazione viene costituita a Firenze formalmente nel 2002, ma già da più di un anno prima era in atto il progetto di costituire una rete cittadina e metropolitana di promozione e di comunicazione che riunisse le principali realtà teatrali del territorio. Un progetto ambizioso, che non aveva fino a quel momento altri esempi analoghi in Italia. Il progetto fu fortemente sostenuto dall'allora assessore alla cultura del Comune di Firenze Rosa Maria di Giorgi ma portato a compimento dal suo successore Simone Siliani. Ne furono soci fondatori gli allora legali rappresentanti del Teatro di Cestello, del Teatro Le Laudi, del Teatro del Maggio Musicale Fiorentino, del Teatro della Pergola (all'epoca di proprietà e gestione dell'Ente Teatrale Italiano), del Teatro Puccini, del Teatro Verdi (Firenze) e del Teatro Obihall all'epoca Saschall, e lo stesso Comune di Firenze. Primo presidente fu nominato Marco Giorgetti, direttore del Teatro della Pergola. Dall'anno successivo l'apertura ai comuni circostanti e ai loro teatri. Oggi l'associazione conta diciannove sale associate in otto comuni. Sono entrati a far parte di Firenze dei Teatri negli anni successivi il Teatro Cantiere Florida, il Teatro Everest, il Teatro Niccolini di San Casciano, il Teatro Studio di Scandicci, il Teatro della Limonaia di Sesto, il Teatro Manzoni di Calenzano, il Teatro Comunale dell'Antella di Bagno a Ripoli, il Teatro Dante di Campi Bisenzio, il Teatro Comunale Corsini di Barberino del Mugello e dal 2011 il Teatro Lumière e il Teatro delle Spiagge entrambi di Firenze, aperti tra il 2009 e il 2010. Ne è attuale presidente Marco Parri subentrato nel settembre 2012 al dimissionario Lorenzo Cinatti.Dal 2022 il nuovo presidente è Andrea Bruno Savelli.

### Attività e iniziative
L'Associazione Firenze dei Teatri coordina un'attività di promozione comune tra le sale aderenti, con la pubblicazione di materiale informativo e un circuito di distribuzione dello stesso e dei programmi delle singole sale. Ma questo è solo un aspetto dell'attività, che nel corso degli anni ha prodotto eventi comuni come la festa dei teatri "Teatri Aperti", sia pure con discontinuità causata dai tagli ai finanziamenti pubblici. Ma l'iniziativa senza dubbio di maggiore successo è l'abbonamento trasversale tra le diverse stagioni, il Pass-Teatri, che nelle ultime edizioni si è aperto anche a realtà di primo piano esterne all'Associazione stessa e alla provincia fiorentina, includendo spettacoli del Teatro Manzoni (Pistoia) o del Teatro Metastasio di Prato. Al Pass-Teatri si è aggiunto il Pass-Family, dedicato agli spettacoli per ragazzi.

### Cessazione delle attività e rinascita
Il venire meno, non motivato, del sostegno economico all'Associazione da parte del Comune di Firenze, per volontà del sindaco Matteo Renzi e dell'assessore alla cultura Sergio Givone, ha costretto l'Associazione stessa a sospendere tutte le attività, a cominciare dalla chiusura del desk informazioni alle Murate. Dal 2022, grazie alla sinergia dei teatri aderenti, l'associazione è tornata a nuova vita a partire dal nuovo Pass Teatri 2022/23.